# 荣国
| 国名             | 榮                                          |
| 国君姓           | 姬姓                                        |
| 爵位             | 公爵                                        |
| 国都             |                                             |
| 始封此诸侯的周王 | 周成王 (一說為周武王)                       |
| 始祖             | 若依周成王一說，則為榮伯 (周武王一說則不明) |
| 兴亡年代         | 前11世纪—                                   |
| 灭亡原由         | 不明                                        |
| 春秋左传始见年   | 不明                                        |

荣國，中國歷史上春秋戰國時代的一個諸侯國，位於荣邑，即今日中國河南省巩县一带。榮國君主襲公爵爵位，國君為姬姓，開國君主可能是榮伯。

## 荣國君主列表
- 榮伯（西周初人）
- 榮子旅，西周早期人。[1]
- 榮夷公（西周厲王時人）
- 榮叔（春秋時人）